# Geithain
Geithain (umgangssprachlich: Geidn) ist eine Große Kreisstadt im Süden des Landkreises Leipzig.

## Geographie
Geithain liegt im Sächsischen Hügelland, an dem im nahegelegenen Waldstück Wickershain entspringenden Bach Eula.

## Name und Ortsgliederung
Die Herkunft des Ortsnamens wird in dem altsorbischen Wort „Chyten, Chytan“, einem Personennamen, gesehen. Zur Stadt Geithain gehören außer der Kernstadt die Orte (Eingemeindungsdatum in Klammern):
- Altdorf (1. April 1934)
- Mark Ottenhain (1875)
- Narsdorf (1. Juli 2017) mit Dölitzsch (1. Juli 1973 nach Narsdorf) und Seifersdorf (1. April 1934 nach Narsdorf)
- Nauenhain (1. Juli 1995)
- Niedergräfenhain (1. Januar 1994)
- Ossa (1. Oktober 1996 nach Narsdorf) mit Bruchheim (1. Oktober 1948 nach Ossa), Kolka (1. Oktober 1948 nach Ossa) und Wenigossa (1. Oktober 1948 nach Ossa) mit Niederpickenhain (1. Oktober 1935 nach Wenigossa)
- Rathendorf (1. Oktober 1996 nach Narsdorf) mit Oberpickenhain (1956 nach Rathendorf)
- Syhra (1. März 1994) mit Theusdorf (1. April 1935 nach Syhra)
- Wickershain (1. Januar 1974)

## Geschichte
Aus ur- und frühgeschichtlicher Zeit ist lediglich eine Siedlung der Kultur mit Stichbandkeramik bekannt. In der Bronze- und Eisenzeit war das weitere Umland offenbar unbesiedelt.

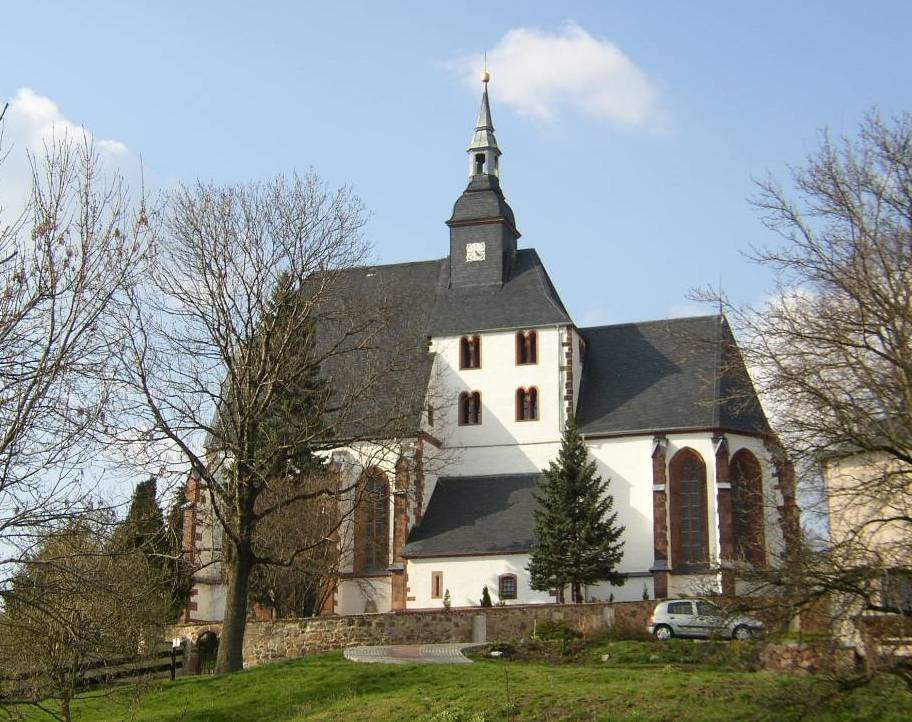
Die Marienkirche in Wickershain

In das Licht der schriftlichen Überlieferung tritt Geithain im Jahr 1186 in einer Urkunde, welche die Schenkung der Einkünfte der Wickershainer Marienkirche durch den Grafen Dedo von Rochlitz an den Merseburger Bischof festschrieb, zu dessen Sprengel sie gehörte. Der Name Geithain hat seine Wurzeln im altsorbischen *Chyten (Chytan) und bezeichnet den Ort einer Person namens *Chyt (Chit).

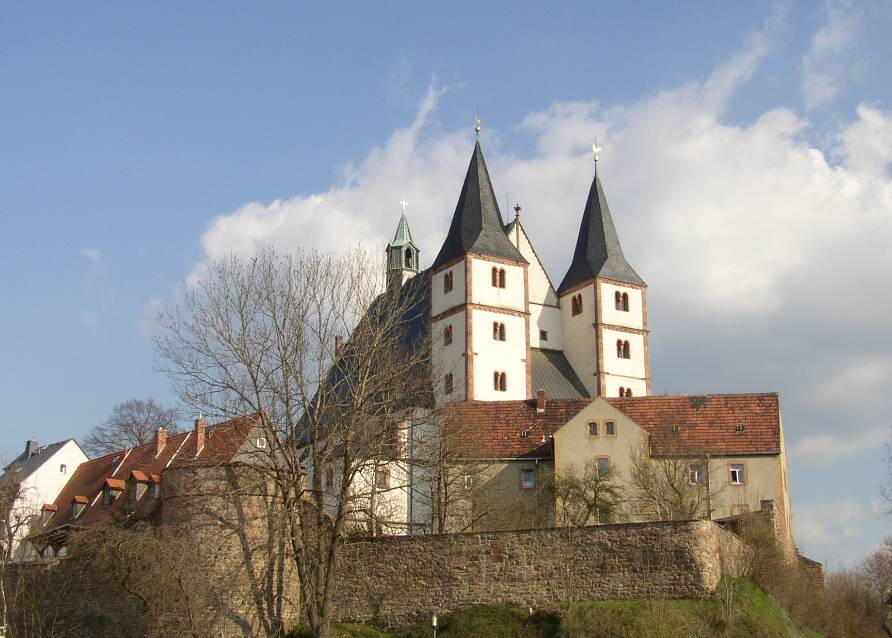
Die Nikolaikirche in Geithain

Die älteste frühstädtische Ansiedlung im Stadtgebiet war wahrscheinlich eine Kaufmannssiedlung unterhalb der Nikolaikirche, wie sie beispielsweise auch in Rochlitz und anderen sächsischen Städten bestand. Sie lag an einer von Altenburg über Colditz nach Leisnig führenden Handelsstraße.
1209 wurden Ort und Nikolaikirche erneut in einer Urkunde genannt, als Markgraf Konrad II. von Landsberg die Schaffung eines Hospitals und einer Jakobuskapelle in der Stadt anordnete. Die Anlage der Rechtsstadt um den langgestreckten Straßenmarkt, der wiederum eine Parallele im unweit liegenden, etwa gleich alten Städtchen Rochlitz besitzt, muss demnach schon in den Jahren um 1200 erfolgt sein. Eine Ratsverfassung ist jedoch erst für das Jahr 1335 nachweisbar.
In der Mitte und zweiten Hälfte des 14. Jahrhunderts erlebte die Stadt und das Umland unter Markgraf Wilhelm I. dem Einäugigen eine Blüte. Verwaltet wurde Geithain im Mittelalter durch einen Vogt, der seinen Sitz im 1349 erstmals erwähnten Freihof hatte. Der Geithainer Pulverturm, heute eine der Sehenswürdigkeiten der Stadt, war Teil des Freihofes und fügte sich zusammen mit diesem in die Stadtbefestigung ein.

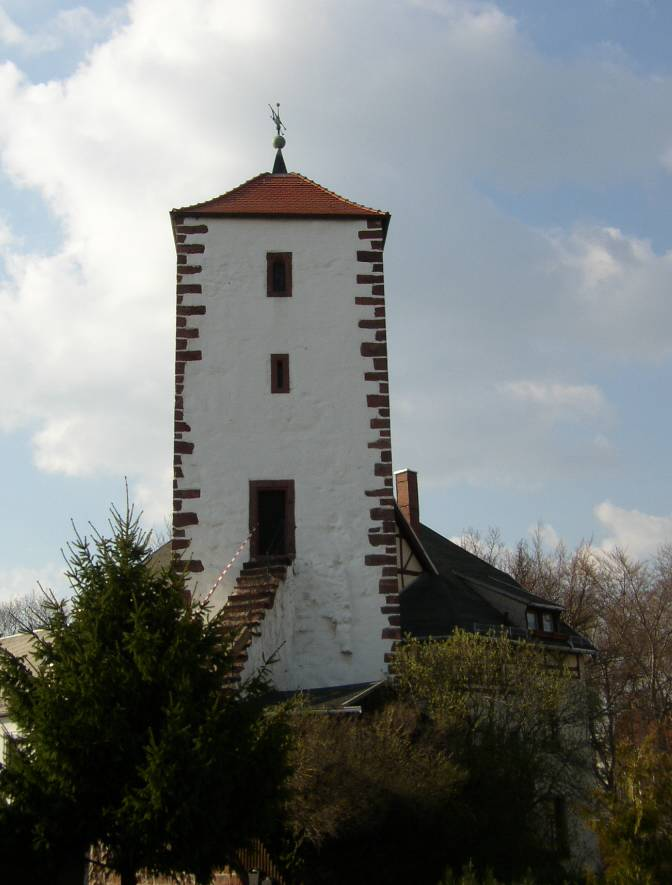
Der Pulverturm

Um 1349/50 ist im Zusammenhang mit der Stadt von einer „curia et castrum“, einem Hof und einer Burg, die Rede. 1357 erhielt Geithain das Privileg für die Leinwandproduktion. 1392 erwarb Geithain die niedere und 1467 die obere Gerichtsbarkeit. Das älteste Stadtsiegel Geithains stammt aus dem Jahr 1416 und wurde 1904 zur Grundlage für das noch heute gebräuchliche Stadtwappen. Vor 1377 wurde in Geithain ein überregionaler Schöffenstuhl eingerichtet, der auch Urteile für benachbarte Städte fällte. Dieses Recht wurde den Geithainer Geschworenen 1432 vom Landesherrn bestätigt. Ab 1499 wurden jährlich drei Jahrmärkte abgehalten. In der zweiten Hälfte des 15. und der ersten Hälfte des 16. Jahrhunderts wurden mehrere Innungen erstmals schriftlich genannt und mit Privilegien ausgestattet. Nachdem bereits 1529 ein Brauhaus errichtet worden war, verlieh 1553 Kurfürst Moritz der Stadt das Braurecht.
Unter Herzog Heinrich dem Frommen wandte sich das albertinische Sachsen in den Jahren 1539 und 1540 der Lehre Luthers zu. Auch in Geithain wurde daher am 1. Advent 1539 die Reformation eingeführt. Im Jahr 1551 ist für die Stadt eine „Geistige Vorsteherei“ bezeugt, zu der neun Gemeinden gehörten.
Der Dreißigjährige Krieg wirkte sich auch auf Geithain aus. Insgesamt siebzehnmal wurde die Stadt in diesem Krieg geplündert. 1641 wurde die Polizeiordnung des Rates der Stadt als Norm des städtischen Strafrechts mit 48 Geboten und Verboten eingeführt. Nachdem Kurfürst Johann Georg III. 1683 im Kurfürstentum Sachsen ein stehendes Heer einführte, wurde die Stadt zum Garnisonsort (ständig erst ab 1690). Im Zuge der Vermessung des Kurfürstentum Sachsen unter August dem Starken wurden in Geithain 1727 zwei Postmeilensäulen aufgestellt.
1833 wurde in Geithain eine bürgerliche Städteordnung eingeführt. Die Stadt zählte zu dieser Zeit rund 3000 Einwohner, davon 64 Leineweber, 26 Schneider, 146 sonstige Handwerker und Tagelöhner. 1861 wurde im Königreich Sachsen die Gewerbefreiheit erlassen. Daraufhin lösten sich in Geithain die alten Innungen der Leineweber, Gerber, Seiler, Kürschner und Böttcher auf. Im selben Jahr erschien die erste Ausgabe der Zeitung „Geithainer Wochenblatt“, die bis 1943 herausgegeben wurde. Geithain lag bis 1856 im kursächsischen bzw. königlich-sächsischen Amt Rochlitz. Ab 1856 gehörte der Ort zum Gerichtsamt Geithain und ab 1875 zur Amtshauptmannschaft Borna.

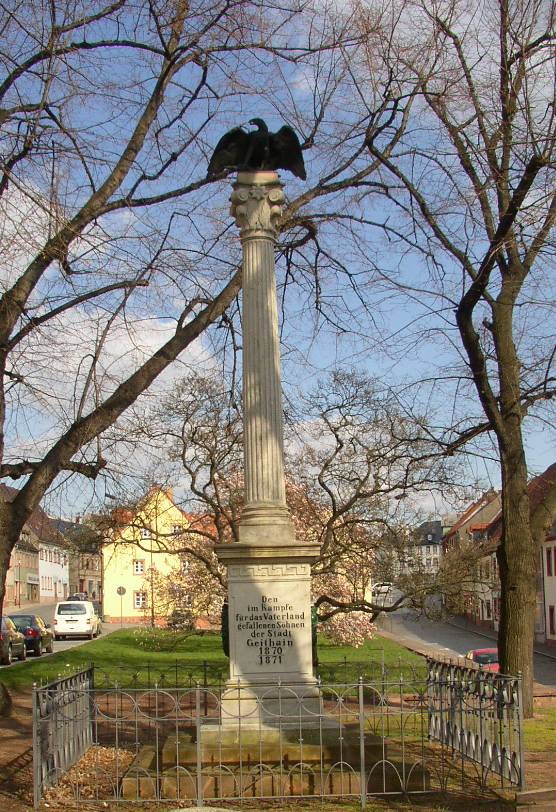
Das Kriegerdenkmal

Nachdem 1869 mit dem Bau des Bahnhofsgebäudes begonnen wurde, erfolgte am 8. April 1872 mit der Eröffnung der Bahnstrecke Neukieritzsch–Chemnitz der Anschluss an das sächsisch-bayerische Eisenbahnnetz. Schließlich wurde 1887 die Bahnstrecke Leipzig–Geithain-Chemnitz eröffnet. Mit dem Abzug des 2. Königlich-Sächsischen Ulanenregimentes Nr. 18 nach Leipzig endete 1897 die über 200 Jahre währende Garnisonszeit der Stadt. In der ehemaligen Reithalle der Geithainer Garnison wurde 1898 das Geithainer Emaillierwerk errichtet.
Am 29. Oktober 1925 wurde die Paul-Guenther-Schule eingeweiht. Mit ihrem 36 m hohen Turm ist sie heute einer der markantesten Punkte in der Silhouette dieser Stadt. Der Schulbau erfolgte auf Anregung des Schuldirektors Louis Petermann (Ehrenbürger der Stadt, * 13. August 1870; † 22. März 1964), der sich angesichts der schlechten räumlichen und baulichen Verhältnisse im alten Schulgebäude an Paul Guenther, mit der Bitte um Stiftung einer Schule wandte.
Im Zweiten Weltkrieg hatte die Stadt 219 Tote zu beklagen. 13 Personen kamen am 13. April 1945 beim einzigen Luftangriff auf die Stadt ums Leben. Das Ziel der Tiefflieger bei diesem Angriff war der Bahnhof. Am 14. April 1945 endete für Geithain mit dem Einzug der amerikanischen Truppen der Zweite Weltkrieg.
Im Verlauf der Verwaltungsreform in der DDR wurde Geithain 1952 Kreisstadt des Kreises Geithain im Bezirk Leipzig.
Am 17. Juni 1953 wurde der Geithainer Einwohner Eberhard von Cancrin, Vater zweier minderjähriger Töchter, an seiner Arbeitsstelle im Werk Espenhain festgenommen und wahrscheinlich in der folgenden Nacht vom NKWD erschossen. Die Witwe bekam erst sechs Wochen nach dem Verschwinden des Ehemannes bei der Übergabe der Urne Nachricht von seinem Tod. Von Cancrins Schicksal war jahrzehntelang DDR-Staatsgeheimnis.
1969 erfolgte nach zweijähriger Bauzeit die Eröffnung des städtischen Freibades. Im selben Jahr wurde auch die Poliklinik eingeweiht. 1986 begingen die Bürger Geithains die 800-Jahr-Feier der Stadt. Mit dem Reformationsgottesdienst am 31. Oktober 1989 und der im Anschluss stattfindenden Demonstration begann auch in Geithain die politische Wende.

Geithain verlor am 1. August 1994 mit der Schaffung des Landkreises Leipziger Land den Status als Kreisstadt. Am 1. Januar 2002 schloss sich die Gemeinde Narsdorf mit Geithain zu einer Verwaltungsgemeinschaft zusammen. Am 1. Juli 2017 wurde Narsdorf nach Geithain eingemeindet und die Verwaltungsgemeinschaft damit aufgelöst. Zum 1. Januar 2020 erhielt die Stadt den Status einer Großen Kreisstadt.

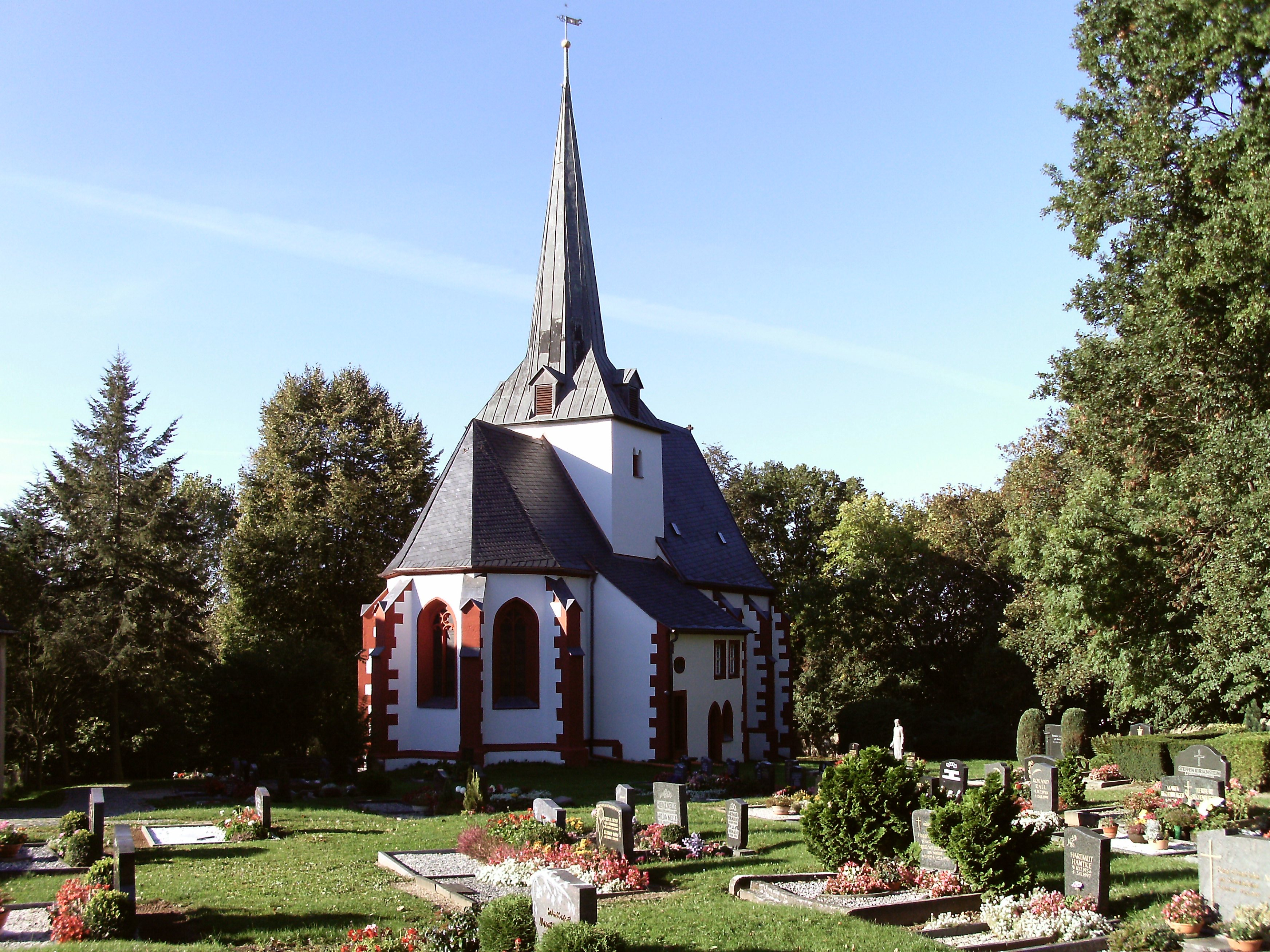
Kirche in Niedergräfenhain

Eingemeindungen
| Ehemalige Gemeinde | Datum           | Anmerkung                     |
| ------------------ | --------------- | ----------------------------- |
| Altdorf            | 1. April 1934   |                               |
| Bruchheim          | 1. Oktober 1948 | Eingemeindung nach Ossa       |
| Dölitzsch          | 1. Juli 1973    | Eingemeindung nach Narsdorf   |
| Kolka              | 1. Oktober 1948 | Eingemeindung nach Ossa       |
| Mark Ottenhain     | vor 1880        |                               |
| Narsdorf           | 1. Juli 2017    |                               |
| Nauenhain          | 1. Juli 1995    |                               |
| Niedergräfenhain   | 1. Januar 1994  |                               |
| Niederpickenhain   | 1. April 1935   | Eingemeindung nach Wenigossa  |
| Oberpickenhain     | 1956            | Eingemeindung nach Rathendorf |
| Ossa               | 1. Oktober 1996 | Eingemeindung nach Narsdorf   |
| Rathendorf         | 1. Oktober 1996 | Eingemeindung nach Narsdorf   |
| Seifersdorf        | 1. April 1934   | Eingemeindung nach Narsdorf   |
| Syhra              | 1. März 1994    |                               |
| Theusdorf          | 1. April 1935   | Eingemeindung nach Syhra      |
| Wenigossa          | 1. Oktober 1948 | Eingemeindung nach Ossa       |
| Wickershain        | 1. Januar 1974  |                               |

## Politik
- Linke: 1
- SPD: 1
- WV NOR: 2
- UWG: 6
- BfG: 2
- CDU: 3
- FLG: 3

### Stadtrat
Die Stadtratswahl am 9. Juni 2024 führte zu den nebenstehenden Ergebnissen. Frühere Stadtratswahlen sind unten tabellarisch aufgelistet.
| Liste                                               | 2024   | 2024   | 2019   | 2019   | 2014   | 2014   |
| Liste                                               | Sitze  | in %   | Sitze  | in %   | Sitze  | in %   |
| --------------------------------------------------- | ------ | ------ | ------ | ------ | ------ | ------ |
| Unabhängige Wählervereinigung Geithain              | 6      | 32,4   | 5      | 24,4   | 6      | 30,4   |
| Freie Liste Geithain (2014: NPD)                    | 3      | 18,3   | 3      | 15,1   | 1      | 10,0   |
| CDU                                                 | 3      | 14,1   | 3      | 19,2   | 5      | 27,8   |
| Wählervereinigung Narsdorf-Ossa-Rathendorf          | 2      | 13,2   | 3      | 17,7   | –      | –      |
| Bürger für Geithain                                 | 2      | 10,5   | –      | –      | –      | –      |
| SPD                                                 | 1      | 6,6    | –      | –      | –      | –      |
| Linke                                               | 1      | 4,9    | 2      | 13,4   | 3      | 17,9   |
| Wählervereinigung zur Wahrung von Vereinsinteressen | –      | –      | 2      | 10,2   | 2      | 12,0   |
| FDP                                                 | –      | –      | –      | –      | –      | 1,8    |
| Wahlbeteiligung                                     | 65,3 % | 65,3 % | 60,3 % | 60,3 % | 53,0 % | 53,0 % |

### Bürgermeister
Bürgermeister ist Frank Rudolph (UWG).

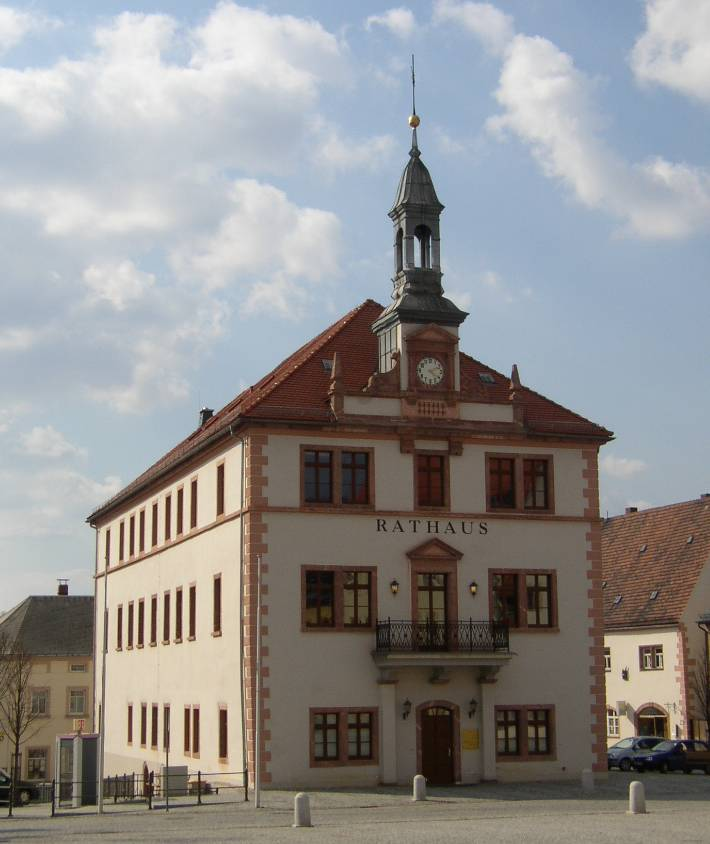
Das Rathaus am Markt

| Wahl | Bürgermeister        | Vorschlag | Wahlergebnis (in %) |
| ---- | -------------------- | --------- | ------------------- |
| 2022 | Frank Dieter Rudolph | UWG       | 73,7                |
| 2015 | Frank Dieter Rudolph | UWG       | 52,7                |
| 2008 | Romy Bauer           | CDU       | 62,5                |
| 2001 | Heinz Herzog         | UWG       | 48,3                |
| 1994 | Rolf Galisch         | CDU       | 48,8                |

### Wappen
Beschreibung: In Gold eine durchgehende schwarze goldgefugte Zinnenmauer mit drei aufgesetzten Türmen, Spitzdächern mit Knauf und je einem tagbelichteten Fenster. Zwei offene Fenster sind auch in der Mauer neben einem offenen Durchgang.

### Städtepartnerschaften
Seit 1990 ist Veitshöchheim in Unterfranken (Bayern) Partnerstadt von Geithain.

## Wirtschaft und Infrastruktur

### Ansässige Unternehmen
- Musikelektronik Geithain GmbH (Studiotechnik, Beschallungstechnik)

### Verkehr

#### Straßen
Durch den Ort führt die Bundesstraße 7. Außerdem ist Geithain über die gleichnamige Anschlussstelle westlich von Niedergräfenhain direkt an die A 72 angebunden.

#### Schienenverkehr

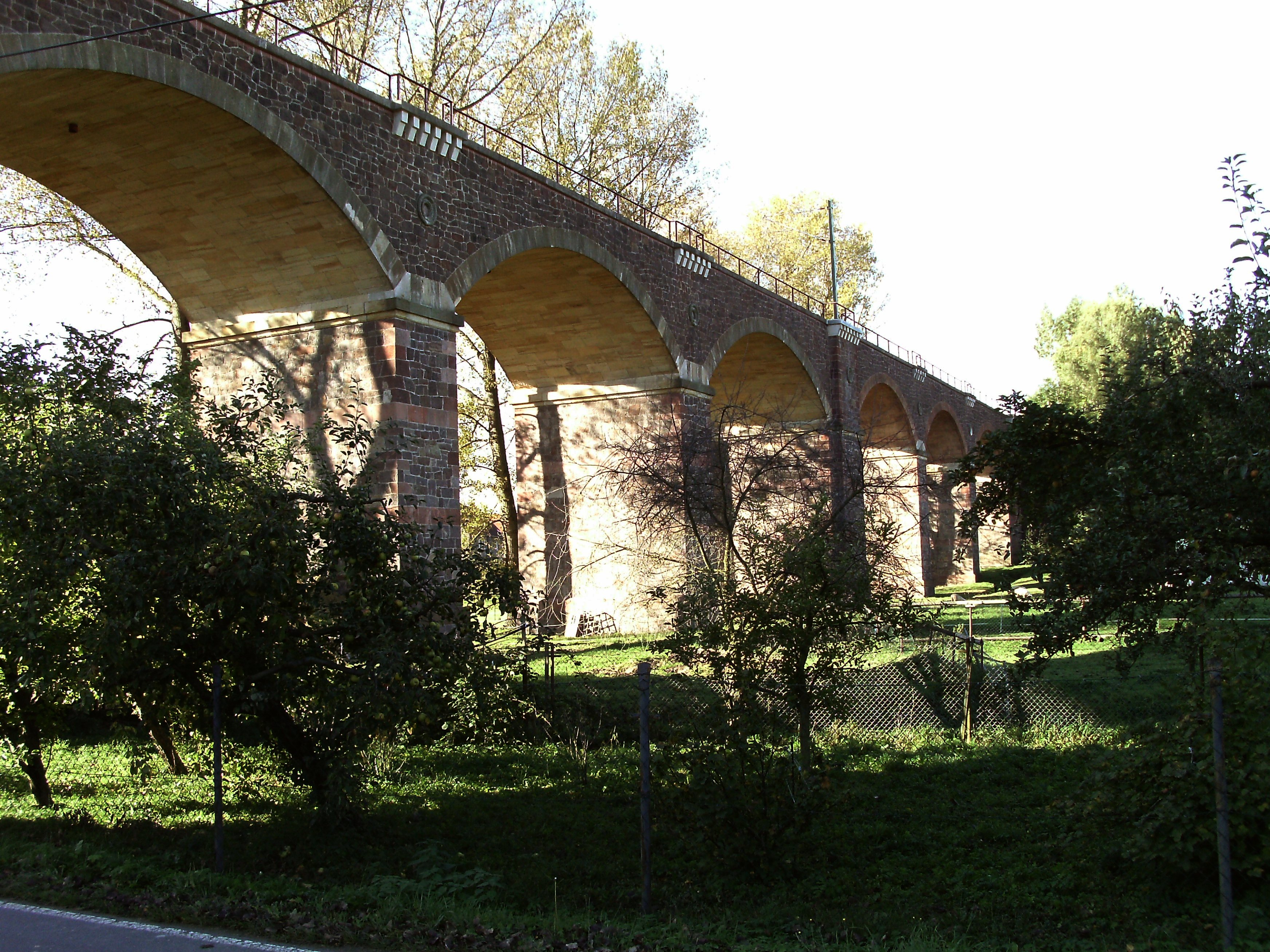
Viadukt im Ortsteil Niedergräfenhain an der Bahnstrecke Neukieritzsch – Chemnitz

Geithain besitzt einen Bahnhof an der bis hier elektrifizierten Bahnstrecke Leipzig – Neukieritzsch – Borna – Chemnitz. Im Bahnhof Geithain mündet auch die Strecke Leipzig – Bad Lausick – Geithain ein.
Es bestehen von Geithain aus stündliche, schnelle Verbindungen mit dem RegionalExpress RE 6 der Mitteldeutschen Regiobahn (MRB) nach Leipzig über Bad Lausick sowie nach Chemnitz über Burgstädt. Ergänzend dazu verbindet die Linie RB 113 der DB Regio Südost im Stundentakt Geithain und Leipzig mit Halt in kleineren Ortschaften.
Seit der Inbetriebnahme des City-Tunnels Leipzig im Dezember 2013 ist Geithain in das Netz der S-Bahn Mitteldeutschland eingebunden.
| Linie  | Zuglauf | Takt (min.) |
| ------ | --- | ----------- |
| S 6    | Leipzig Messe – L. Essener Straße – L. Nord – Leipzig Hbf (tief) – L. Markt – L. Wilhelm-Leuschner-Platz – L. Bayerischer Bahnhof – L. MDR – Leipzig-Connewitz – Markkleeberg Nord – Markkleeberg – Markkleeberg-Großstädteln – Markkleeberg-Gaschwitz – Großdeuben – Böhlen (b Leipzig) – Böhlen Werke – Neukieritzsch – Lobstädt – Borna (b Leipzig) – Petergrube – Neukirchen-Wyhra – Frohburg – Geithain Bedarfshalt an den Haltepunkten Böhlen Werke, Petergrube und Neukirchen-Wyhra. | 60          |
| RB 113 | Leipzig Hbf – L.-Paunsdorf – L. Werkstättenstraße – L.-Mölkau – L.-Holzhausen – L.-Liebertwolkwitz – Großpösna – Oberholz – Belgershain – Otterwisch – Lauterbach-Steinbach – Bad Lausick – Hofgarten (Sachs) – Tautenhain – Geithain | 60          |
| RE 6   | Leipzig Hbf – Bad Lausick – Geithain – Narsdorf – Burgstädt – Chemnitz Hbf | 60          |

Örtlich zuständiger Aufgabenträger für den Schienenpersonennahverkehr, und damit verantwortlich für die Ausgestaltung des Nahverkehrsangebots, ist der Zweckverband für den Nahverkehrsraum Leipzig.
Der gesamte Schienenpersonennahverkehr und der straßengebundene öffentliche Personennahverkehr in und um Geithain sind tariflich als Zone 154 in den Mitteldeutschen Verkehrsverbund integriert.

### Bildung

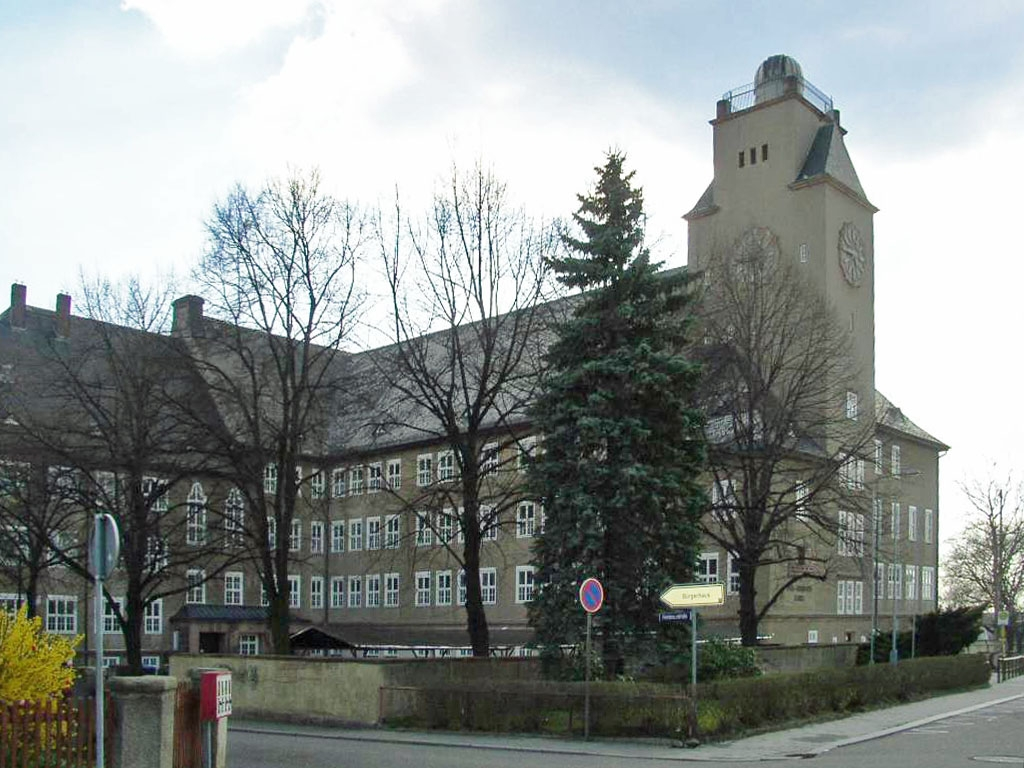
Die Paul-Guenther-Schule

- Paul-Guenther-Schule (Grund- und Oberschule, Gemeinschaftsschule), benannt nach ihrem Stifter, dem Industriellen Paul Guenther
- Internationales Privatgymnasium Geithain (IGG)
- Internationale private Grundschule (IPS) und Kita

## Kultur und Sehenswürdigkeiten
- Stadtmauer mit runden Bastionen und erhaltenes unteres Stadttor
- Heimatmuseum
- romanisch-gotische Nikolaikirche mit prachtvoller Innenausgestaltung
- Marienkirche
- Zollhaus am Westwall
- Pulverturm (amtlich Freiturm, da er zum adligen Freihof gehörte)
- Pulvermühle
- Rathaus
- Unterirdische Gänge unter dem Areal der Nikolaikirche
- Kriegerdenkmal
- Barometerhäuschen
- mittelalterlicher Wohnturm am Alten Pfarrhaus, darin die sogenannte „Kalandstube“ mit mehreren Wandmalereien datiert von 1562(Inschrift), u. a. drei barbusige junge Frauen
- Kursächsische Postdistanzsäule am ehemaligen Obertor und artgleiche Postmeilensäule bzw. verschleppter königlich-sächsischer Ganzmeilenstein in der Parkanlage am noch erhaltenen Untertor sowie zum Wegweiser umgestalteter königlich-sächsischer Stationsstein am Originalstandort vor der Tankstelle
- Geithain-Sommerhof, Am Kalkweg 10, ältester teil-erhaltener Hoffmannscher Ringofen in Sachsen – zum Brennen von Kalk oder Ziegeln – nach Patent Hoffmann/Licht, Inbetriebnahme am 20. Juli 1869[14], 1870 besichtigte der sächsische König Johann bei einem Besuch in Geithain den hier errichten Ringofen.[15] Genutzt bis 1910 (Teilabriss), erhalten ohne Schornstein, restauriert; sowie Reste zweier Öfen nahe dem Bahnhof Geithain.
- Ortsteil Syhra: Rittergut und Schloss Syhra mit Torhaus, vom Verfall bedroht
- Ortsteil Ossa: Reste des Rittergutes Ossa mit erhaltenem Gutshaus oder Torhaus
- Ortsteil Rathendorf: slawischer oder frühdeutscher Burgwall
- Freibad
- Tierpark

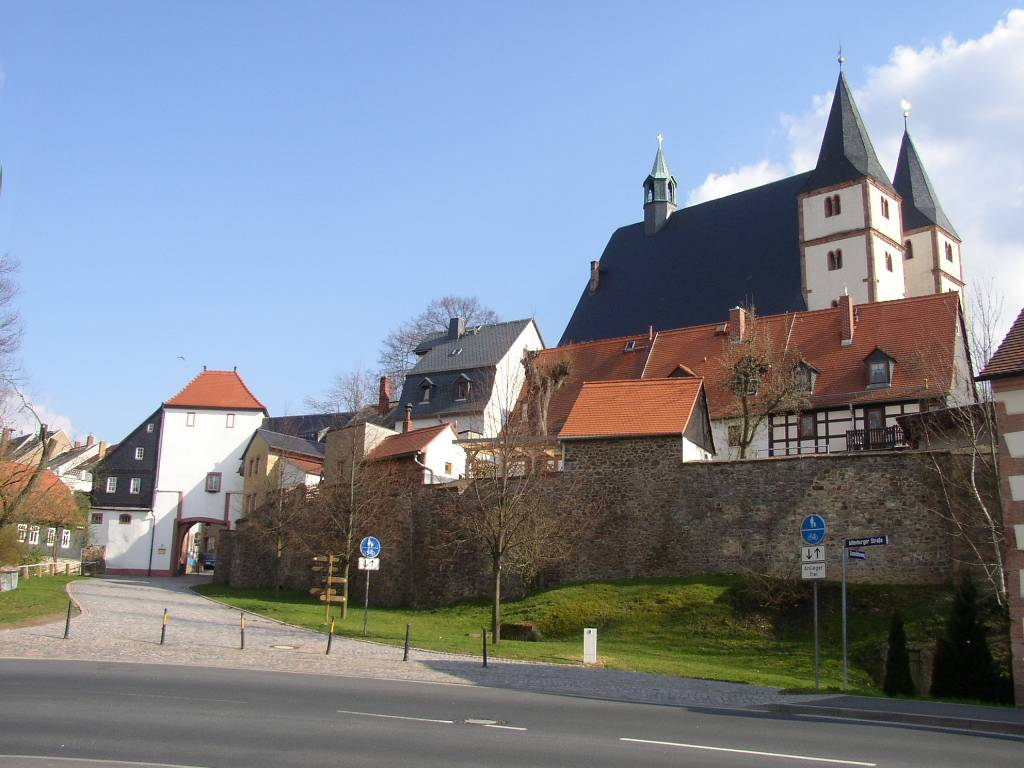
Unteres Stadttor, Stadtbefestigung und Nikolaikirche
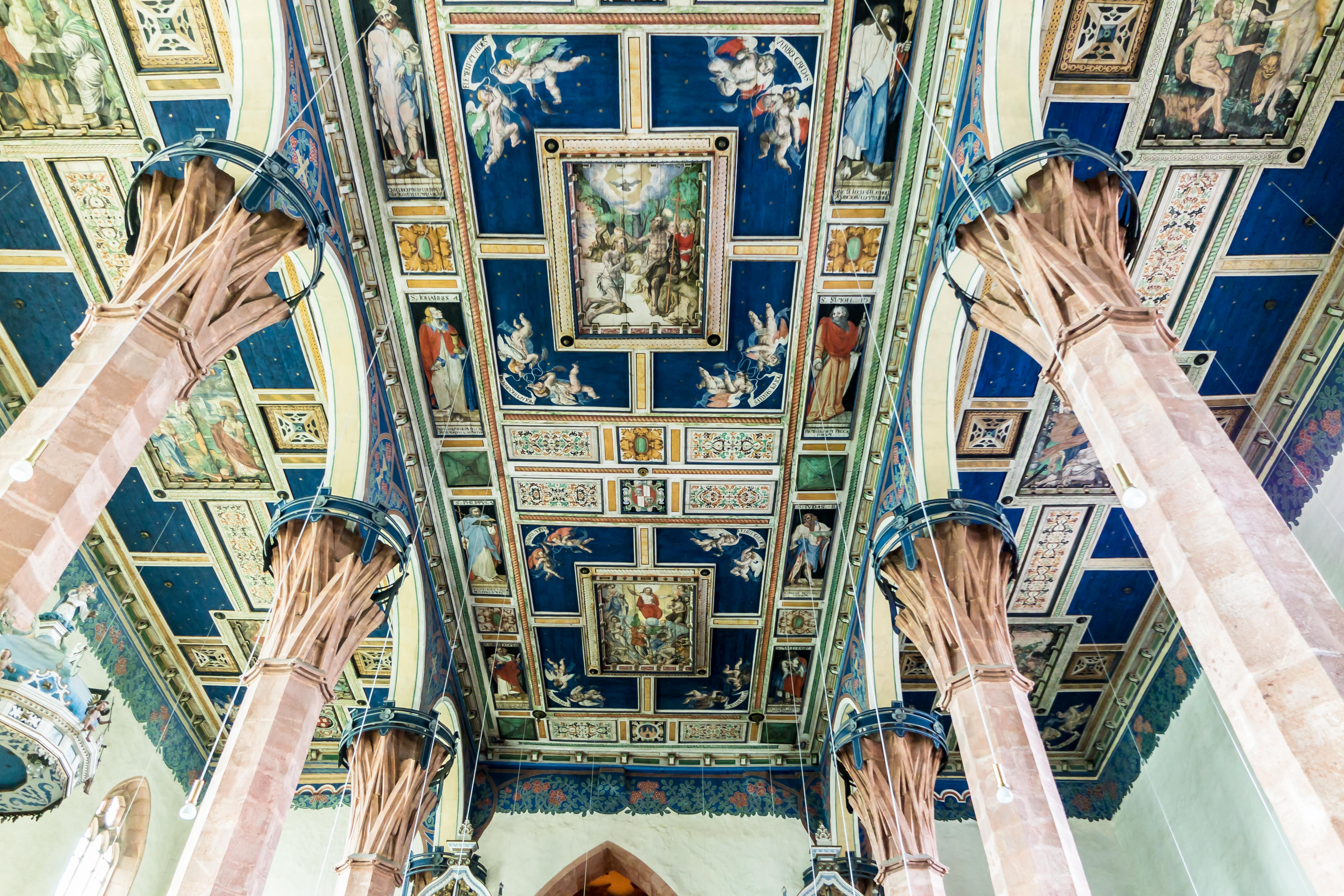
Bemalte Holzdecke in der Nikolaikirche
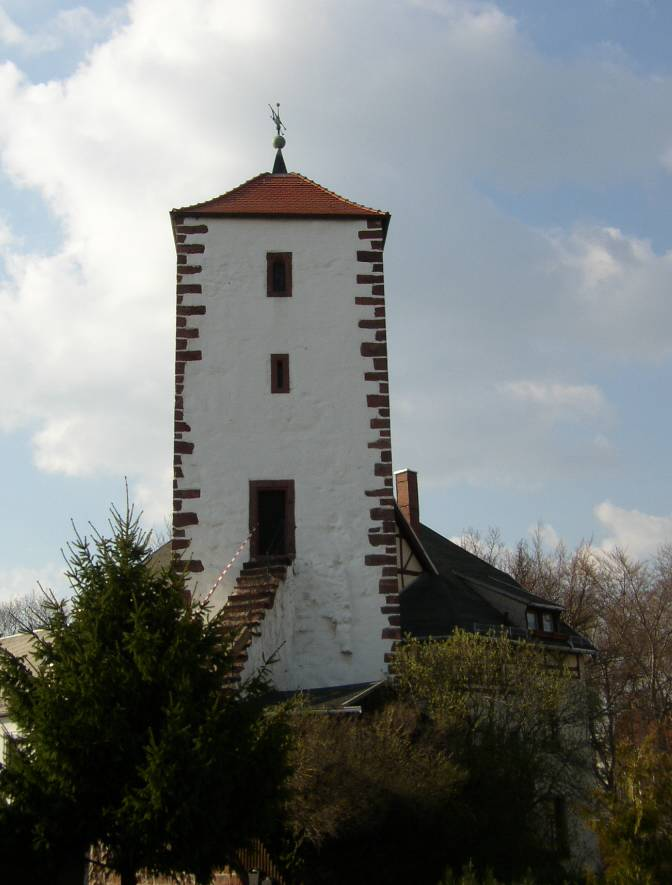
Turm eines ehem. adligen Freihofes, später genutzt als Pulverturm der Stadtbefestigung
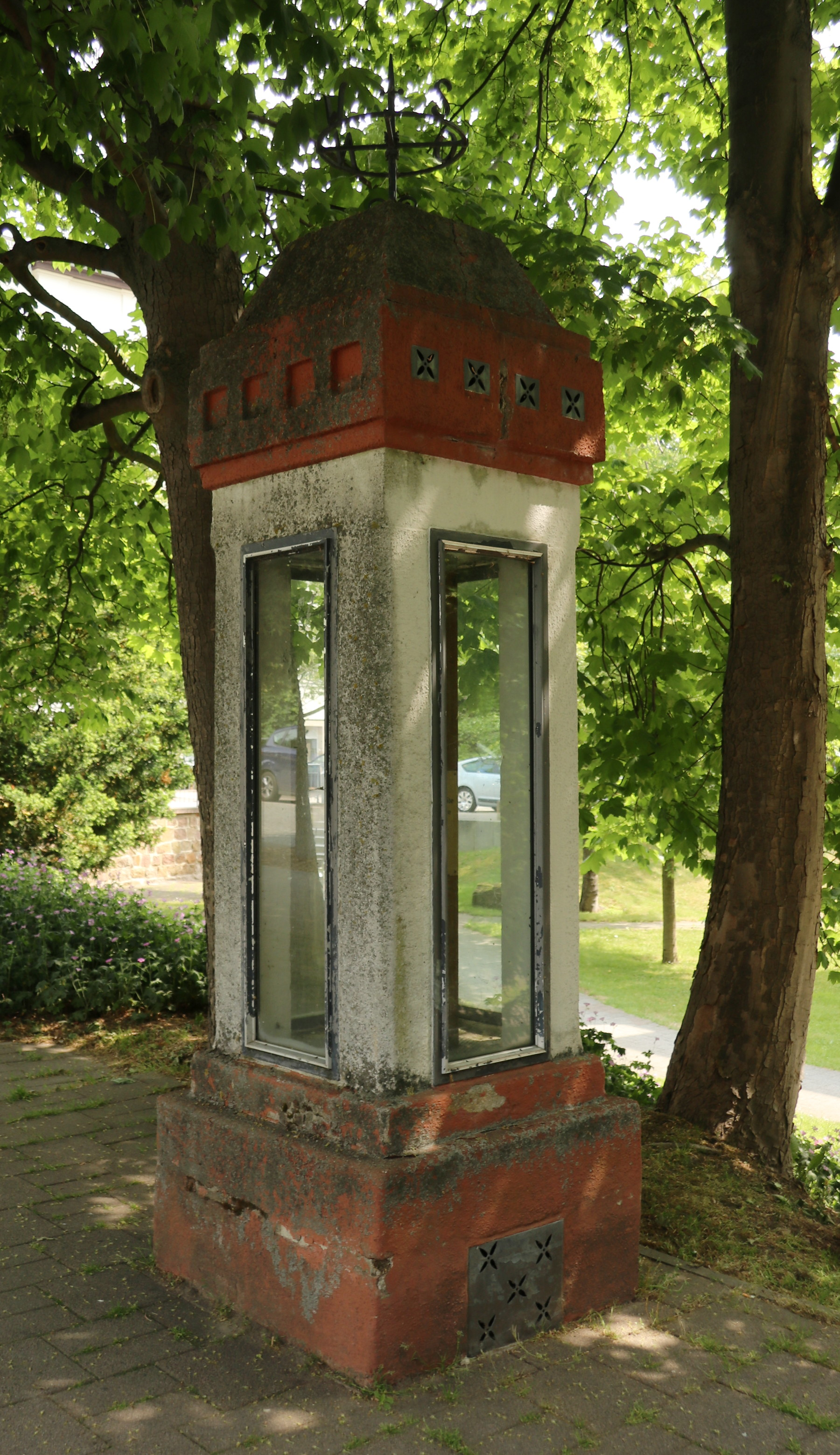
Barometerhäuschen
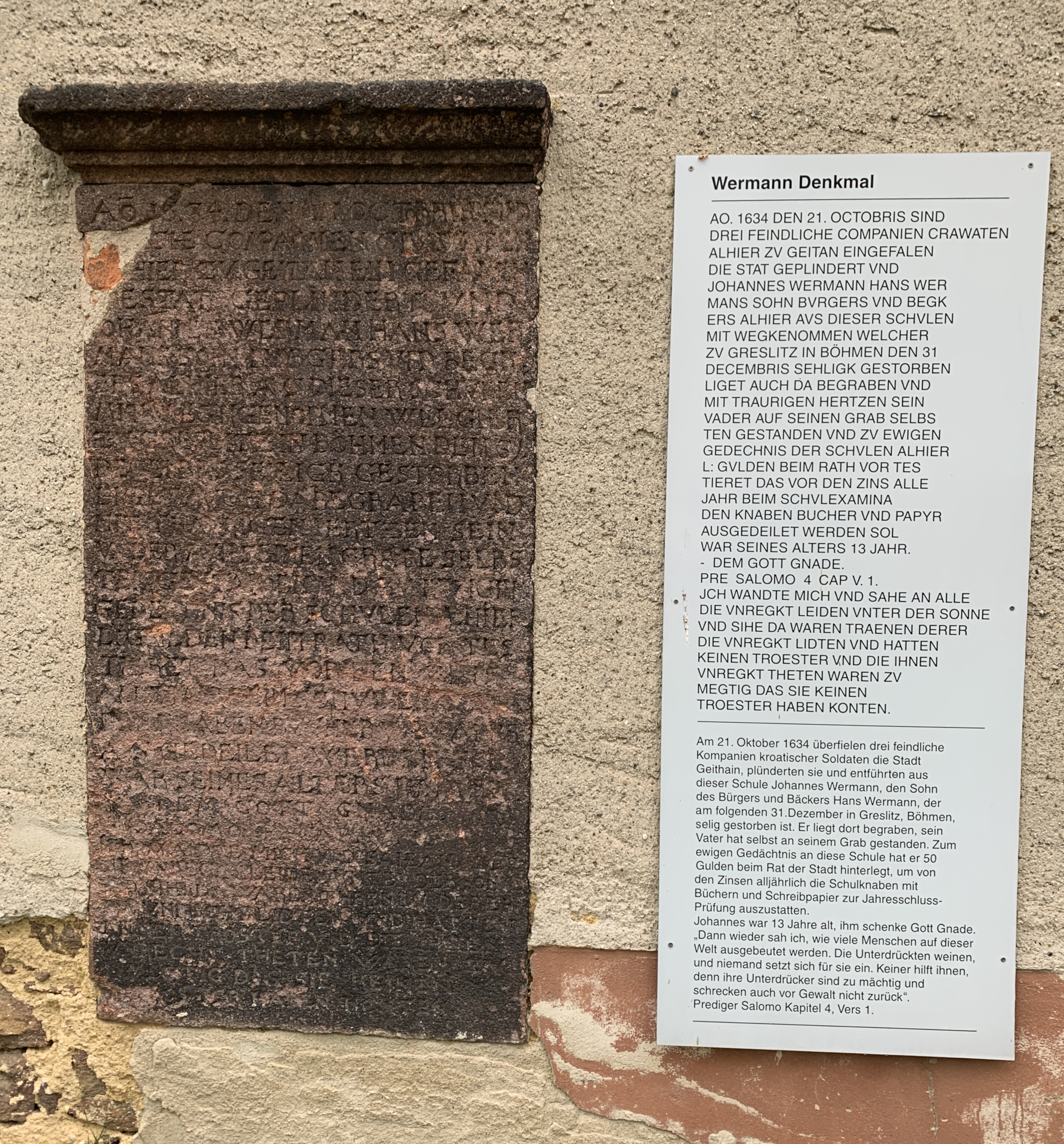
Wermann-Gedenktafel am Alten Kantorat
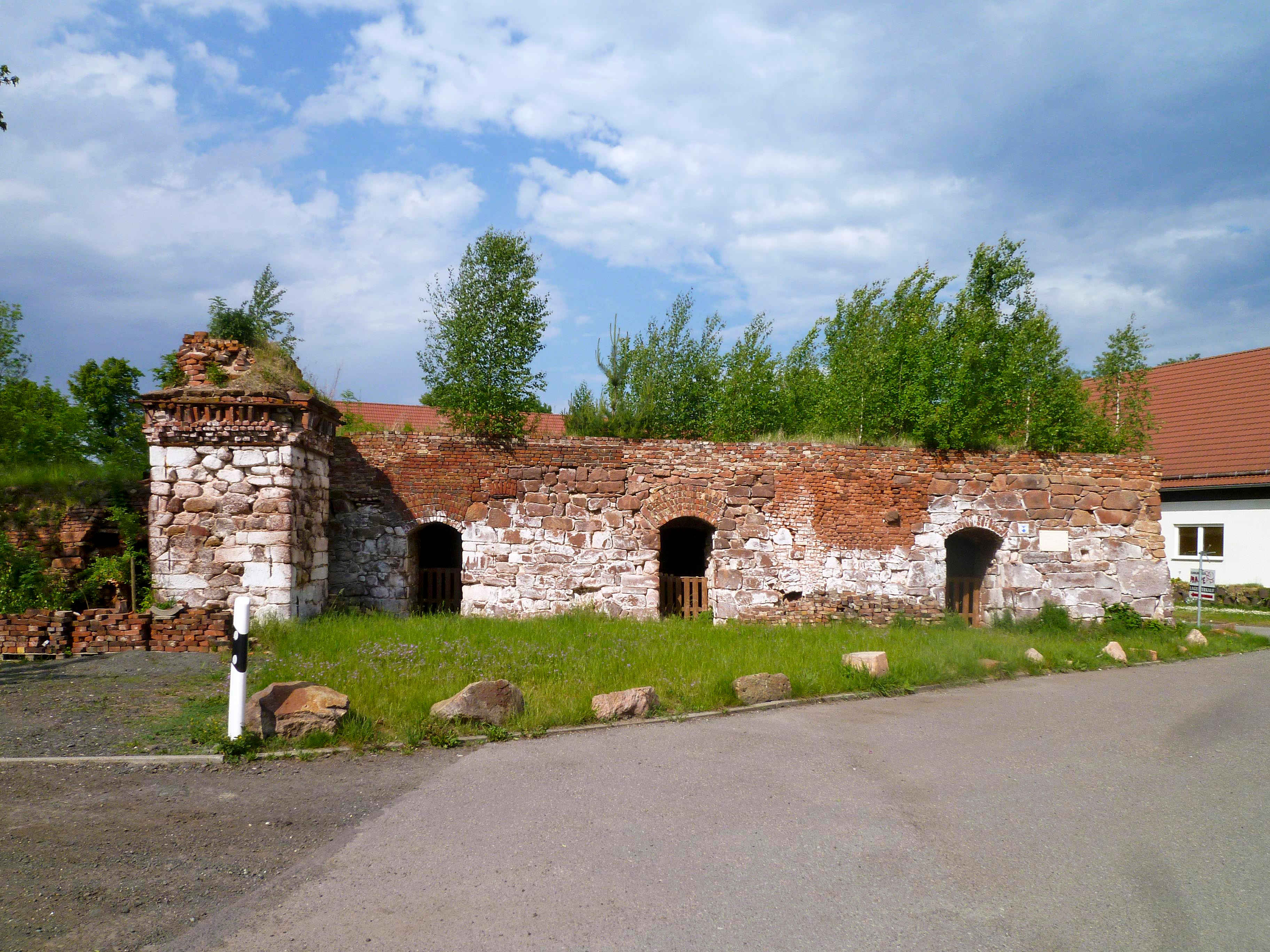
Alter Kalkbrennofen in der Stadt nahe dem Bahnhof
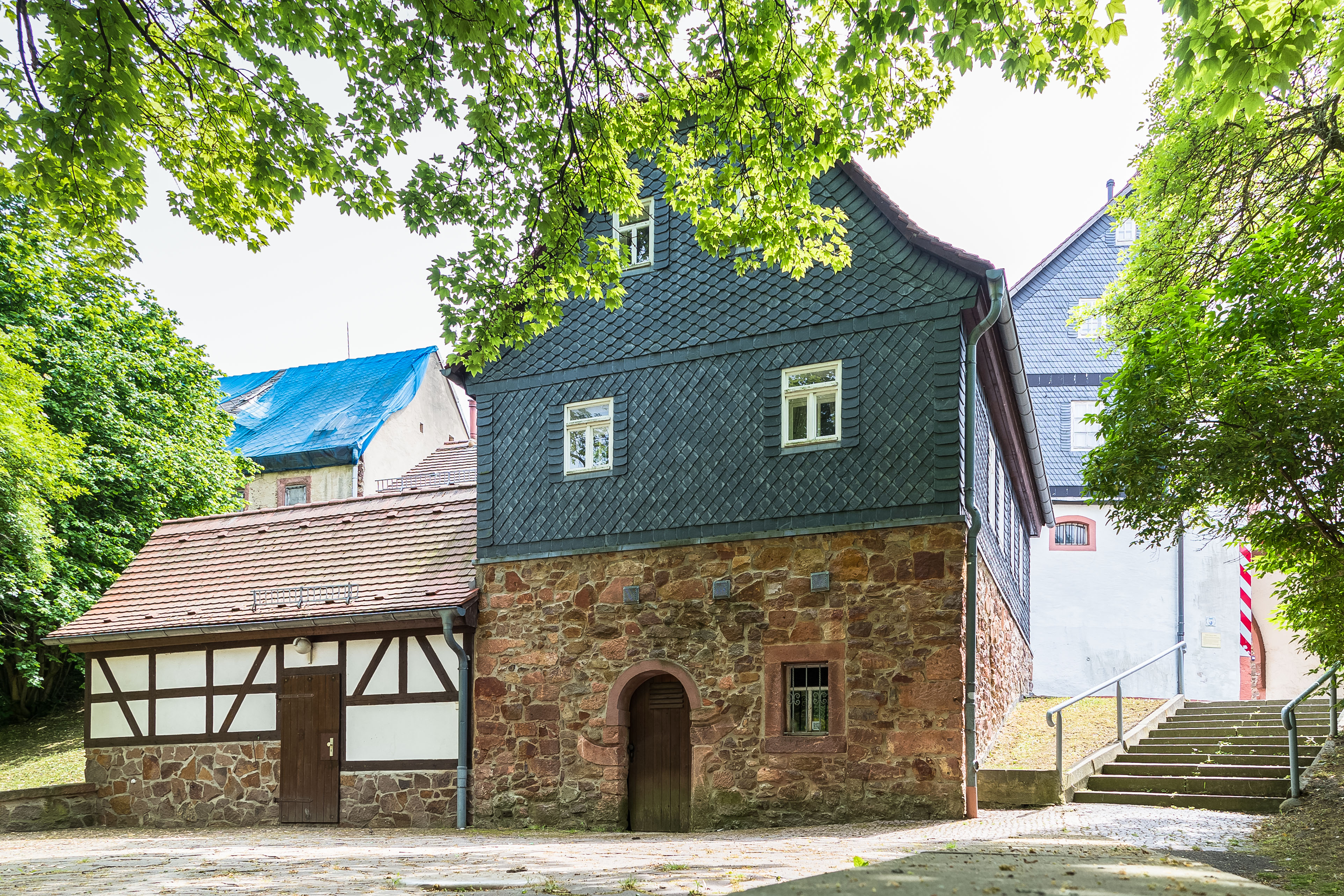
Ehem. Zollhaus am Westwall in Geithain

### Naturschutz
- Siehe auch: Liste der Naturdenkmale in Geithain